# El Popoyote
El Popoyote är en ort i Mexiko.   Den ligger i kommunen Santa María Tonameca och delstaten Oaxaca, i den sydöstra delen av landet, 500 km sydost om huvudstaden Mexico City. El Popoyote ligger 55 meter över havet och antalet invånare är 137.
Terrängen runt El Popoyote är platt åt sydväst, men åt nordost är den kuperad. Havet är nära El Popoyote åt sydväst.  Närmaste större samhälle är San Pedro Pochutla, 18,2 km öster om El Popoyote. 